# L'Osservatore Romano
L'Osservatore Romano est un quotidien du soir en italien (daté du lendemain de sa publication), publié par le service officiel d'information du Vatican.

## Organe officiel du Vatican
Le premier numéro de L'Osservatore Romano est paru le 1er juillet 1861. La création du journal répondait alors à la nécessité de défendre les positions du Saint-Siège au moment où les États pontificaux venaient de perdre l'essentiel de leur pouvoir temporel.
L'Osservatore publie les communiqués officiels et les textes du pape. Le journal fait ainsi office de publication officielle, par exemple, concernant les audiences privées et nominations épiscopales et de curie. De même, Sandro Magister affirme que « sa lecture est indispensable pour comprendre le pontificat de Benoît XVI ». Si L'Osservatore est autonome, dans la pratique, la secrétairerie d'État a son mot à dire sur les sujets sensibles. Il arrive ainsi que des textes soient bloqués ou réécrits.
La devise du journal est : « Unicuique suum » (à chacun le sien) ; « non praevalebunt » ([Les portes de l'enfer] ne prévaudront pas).

## Éditions
En dehors de l'édition quotidienne en italien, plusieurs équipes sélectionnent et traduisent les articles et nouvelles de l'édition originale, afin de réaliser des éditions hebdomadaires en différentes langues :
- Français, depuis 1949 ;
- Italien, depuis 1950 ;
- Anglais, depuis 1968 ;
- Espagnol, depuis 1969, avec une édition destinée à l'Argentine depuis décembre 2016[note 1] ;
- Portugais, depuis 1970.
- Allemand, depuis 1971 ;
- Malayalam, depuis 2007[4] ;

## Relation avec le magistère
Un article de 2008 exprimait le souhait que le débat sur la mort cérébrale soit rouvert en raison de nouveaux développements dans le monde médical. Un porte-parole officiel a alors affirmé que l'article présentait simplement une opinion personnelle de l'auteur et « ne reflète pas un changement de position de l'Église catholique ».

## Difficultés
En septembre 2007, le journal est doté d'un nouveau directeur, le professeur Giovanni Maria Vian. Celui-ci entame une profonde réforme autant éditoriale que technique, répondant à la demande du secrétaire d'État du Vatican Tarcisio Bertone d'opérer un « tournant net ». La réforme lance notamment un site internet publiant une édition polyglotte en ligne. Il est remercié fin 2018, après avoir modernisé le titre (lancement d'une édition en indien et du mensuel féminin).

## Ouverture à l'étranger
Depuis le numéro du 25 juillet 2012, l'édition anglaise de L'Osservatore Romano est également imprimée à Huntington, dans l'État de l'Indiana, et est distribuée par la maison d'édition américaine Our Sunday Visitor (en) dans toute l'Amérique du Nord.
Le 17 décembre 2013, le journal se dote d'un nouveau site internet censé permettre une ouverture plus vaste au monde. Le site est créé par le Conseil pontifical pour les communications sociales avec le soutien d'une agence de presse espagnole pour la partie technique. Le site du journal sera entièrement gratuit.
Dans le cadre de la restructuration de la communication du Saint-Siège mise en œuvre par le pape François sur proposition du Conseil des cardinaux, l'Osservatore Romano est placé sous la responsabilité du nouveau secrétariat pour la communication le 29 juin 2015.

## Supplément féminin
Il existe un supplément mensuel féminin, Femmes, Église, Monde, tiré à 12 000 exemplaires. Sa rédactrice en chef est la journaliste Rita Pinci depuis avril 2019, à la suite de la démission de l’ensemble du comité de rédaction et de la rédactrice en chef et fondatrice du magazine Lucetta Scaraffia pour protester contre des pressions éditoriales en mars 2019. Disponible sur Internet, il est réduit en espagnol, en anglais et en français. Son prix modeste d'un euro a participé à son succès.